# Elizabeth Frances Hale
Pour les articles homonymes, voir Hale.
Elizabeth Frances Amherst Hale, née en 1774 et morte le 18 juin 1826, est une artiste anglo-québécoise vivant au Bas-Canada (futur Québec).

## Biographie
Fille de William Amherst et Elizabeth Patterson, elle est née Elizabeth Frances Amherst en Angleterre et y a grandi. Hale déménage au Canada en 1799 lorsque son mari, John Hale (en), officier de l'armée britannique, est affecté à la ville de Québec. Elle est connue pour ses dessins et peintures de paysages, notamment une aquarelle de la nouvelle ville de York (aujourd'hui Toronto) en 1804. Pendant la guerre de 1812, elle emmène ses enfants en Angleterre pour éviter le conflit et revint après la fin de celle-ci. Après que son mari ait acheté la seigneurie de Sainte-Anne-de-la-Pérade, elle remplit un carnet de croquis de dessins des bâtiments de la propriété et des environs.
Le professeur Colin M. Coates lui attribue le mérite d'avoir apporté une « esthétique noble anglaise » au Québec. Le travail de Hale se retrouve dans les collections du Musée des beaux- arts du Canada, du Musée des beaux-arts de l'Ontario, des Bibliothèque et Archives Canada, du Centre de ressources des Cantons-de-l'Est, du Centre de documentation de l'Initiative historique des femmes artistes canadiennes  et du Musée du Québec.
Elle a eu douze enfants : huit fils et quatre filles. Son fils Edward Hale (en) est membre du conseil législatif de la province. Son fils Jeffery est un éminent philanthrope.
Elle meurt à Québec en 1826.
Sa correspondance avec son frère William Amherst, 1er comte Amherst est publiée sous le titre The Rising Country: the Hale-Amherst Correspondence, 1799-1825  (ISBN 0968931715).

Galerie
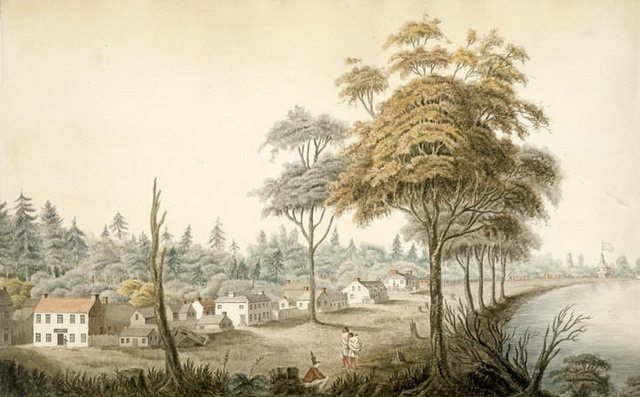
Aquarelle de York, Haut-Canada (1804)
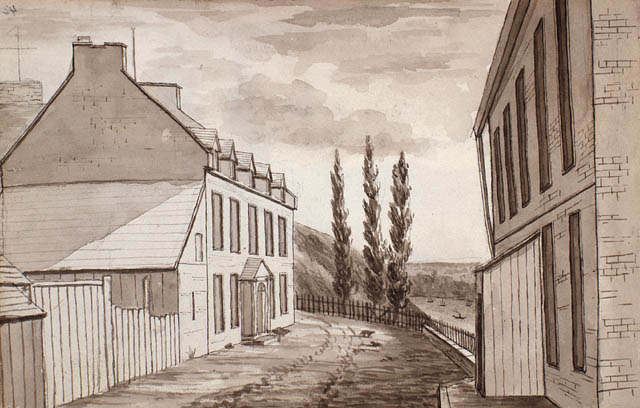
Dessin.